# Cidreira
Cidreira is een gemeente in de Braziliaanse deelstaat Rio Grande do Sul. De gemeente telt 11.885 inwoners (schatting 2009).

## Aangrenzende gemeenten
De gemeente grenst aan Balneário Pinhal, Capivari do Sul, Osório en Tramandaí.